# Domenica Žuvela
Domenica Žuvela, también conocida como Domenica (8 de noviembre de 1992), es una cantante croata.

## Biografía
Žuvela comenzó su carrera de cantante como corista para el proyecto musical de Tonči Huljić, Tonči Huljić & Madre Badessa Band. A principios de 2017, anunció su salida de la banda. Su single debut "Kad sam s tobom" se estrenó el 3 de julio de 2017. Interpretó la canción en el 57.º Split Festival en Split, Croacia. "Vidi se iz aviona" se estrenó como su segundo single, más tarde convirtiéndose en su primera canción en alcanzar las listas de canciones de éxito en Croacia.
El 17 de enero de 2019, se anunció que Žuvela sería una de los 16 participantes en Dora 2019, el concurso nacional en Croacia para seleccionar al cantante que acudiría al Festival de la Canción de Eurovision, con la canción "Indigo." Actuó en décima posición y acabó en 13.º puesto.

## Discografía

### Álbumes de estudio
| Título        | Detalles                                                                                    | Posiciones máximas en las listas |
| Título        | Detalles                                                                                    | CRO                              |
| ------------- | ------------------------------------------------------------------------------------------- | -------------------------------- |
| Ćiribu ćiriba | - Lanzado: 2 de diciembre de 2019 - Formatos: Descarga digital, CD - Sello: Croatia Records | 1                                |

### Singles
| Título                             | Año  | Posiciones máximas en las listas | Álbum         |
| Título                             | Año  | CRO                              | Álbum         |
| ---------------------------------- | ---- | -------------------------------- | ------------- |
| "Kad sam s tobom"                  | 2017 | —                                | Ćiribu ćiriba |
| "Vidi se iz aviona"                | 2017 | 15                               | Ćiribu ćiriba |
| "Ljubavna limunada"                | 2018 | 11                               | Ćiribu ćiriba |
| "Mi protiv nas" (with Damir Kedžo) | 2018 | 2                                | Ćiribu ćiriba |
| "Baš, baš"                         | 2018 | 8                                | Ćiribu ćiriba |
| "Indigo"                           | 2019 | 8                                | Ćiribu ćiriba |
| "Ne vidim, ne čujem"               | 2019 | 22                               | Ćiribu ćiriba |
| "Nema te svit"                     | 2019 | —                                | Ćiribu ćiriba |
| "Ćiribu ćiriba"                    | 2019 | 10                               | Ćiribu ćiriba |

## Premios y nominaciones
| Año  | Asociación | Categoría          | Trabajo                         | Resultado | Ref.   |
| ---- | ---------- | ------------------ | ------------------------------- | --------- | ------ |
| 2019 | Cesarica   | Song of the Year   | Mi protiv nas (Con Damir Kedžo) | Nominada  | [ 9 ]  |
| 2020 | Porin      | Best Parlour Album | Ćiribu ćiriba                   |           | [ 10 ] |